# 공주 동학사 삼층석탑
공주 동학사 삼층석탑(公州 東鶴寺 三層石塔)은 충청남도 공주시 반포면, 동학사에 있는 조선시대의 삼층석탑이다. 1984년 5월 17일 충청남도의 문화재자료 제58호로 지정되었다.

## 개요
동학사내에 자리하고 있는 석탑으로, '청량사(남매탑이 있는 곳)'라는 암자에서 이곳으로 옮겨 놓은 것이다.
1층 기단(基壇) 위로 3층의 탑신(塔身)을 올린 모습인데, 탑신부의 3층 몸돌은 없어진 상태이다. 기단의 맨 윗돌은 탑신의 지붕돌과 같이 윗면에 비스듬한 경사를 두었다. 탑신의 각 몸돌에는 모서리마다 기둥 모양을 본떠 새겼으며, 적당한 경사가 흐르는 지붕돌은 밑면에 5단씩의 받침을 새겨 놓았다.
규모가 작은 탑으로, 통일신라 선덕왕 23년(723) 동학사를 처음 지을 때 함께 세워두었다 하나, 탑의 양식이나 다듬은 솜씨로 보아 고려시대의 작품으로 보인다.

## 현지 안내문
이 탑은 청량사에서 이곳으로 옮겨 놓은 것이다. 탑은 신라 성덕왕 22년(723)에 동학사와 함께 건립하였다고 전하나, 탑의 양식으로 보아 고려시대에 건립된 것으로 보인다.
탑은 1층 기단취에 3층의 탑신을 올린 모습으로 남아 있었다. 원래 없어졌던 기단과 3층 탑신은 2008년 현재의 모습과 같이 복원하였다.

## 같이 보기
- 동학사

## 참고 자료
- 동학사삼층석탑 - 국가유산청 국가유산포털